# Veyrier GE
| GE ist das Kürzel für den Kanton Genf in der Schweiz. Es wird verwendet, um Verwechslungen mit anderen Einträgen des Namens Veyrier zu vermeiden. |

Veyrier ist eine politische Gemeinde des Kantons Genf in der Schweiz.

## Geografie
Die Gemeinde liegt direkt am Fusse des Salève. Eine Besonderheit ist die Staatsgrenze Frankreich–Schweiz, die die ursprüngliche Siedlung entzweischneidet. Der Ort auf der französischen Seite (Pas de l’Échelle) ist politisch Teil der Gemeinde Étrembières. Ursprünglich landwirtschaftlich geprägt, wurde Veyrier in den letzten dreissig Jahren fast völlig urbanisiert, die Mehrheit der bäuerlichen Betriebe ging als Bauland auf. Der historische Ortskern wurde dabei erhalten.
Die Talstation der Seilbahn auf den Salève (Bergstation auf 1097 m ü. M.) liegt bereits in Frankreich. Der Salève mit der fast senkrecht aus der Ebene ragenden Klippe ist der Genfer Ausflugsberg. Europas erste elektrische Zahnradbahn (Chemin de fer du Salève) fuhr schon seit 1899 vom französischen Pas de l’Échelle aus auf den Salève und wurde 1932 durch die Seilbahn ersetzt, die bei ihrer Eröffnung ebenfalls als technische Sensation galt. Durch einen grossen Steinbruch am Fuss des Salève wurde das ehemalige Trassee der alten Zahnradbahn mittlerweile zerstört. Bis nach dem Zweiten Weltkrieg fuhr auch noch eine Strassenbahn von Genf bis Veyrier.

## Geschichte
1125 ging die Grafschaft Savoyen aus der Grafschaft Vienne hervor und wurde unter König Sigismund 1416 zum Herzogtum erhoben, zu dem auch das Gebiet der heutigen Gemeinde Veyrier zählte. Pierre-Claude de la Fléchère erreichte 1770 die Erhebung seiner Besitztümer zur Grafschaft Veyrier. Er liess das Château de Veyrier errichten, das heute im französischen Pas de l’Échelle liegt, und die Kirche renovieren. Diese steht heute im Zentrum des Schweizer Dorfes. De la Fléchère liess auch die erste Brücke über die Arve, den Hauptzufluss der Rhone südlich von Genf, errichten und war einer der Hauptsponsoren bei der Errichtung der Stadt Carouge. De la Fléchère starb 1790 und liegt in der heutigen Dorfkirche von Veyrier begraben. Das Altarmosaik des St. Mauritius wurde im 19. Jahrhundert hinzugefügt.
1816 wurde auf dem Wiener Kongress aus der Stadt Genf, deren Untertanengebieten sowie ehemals französischen und savoyardischen Territorien (so auch der Grafschaft Veyrier und der Stadt Carouge) die Republik Genf gebildet, die ihrerseits der Schweiz als neuer Kanton beitrat.
Am 20. und 21. Januar 1941 empfing die Gemeinde Veyrier die vier Schwadronen des 7. algerischen Spahi-Regiments mit 1039 Soldaten und 742 Pferden, das zur 2. Brigade des 45. Festungsarmeekorps der französischen Armee gehörte, auf ihrer Heimreise. Die Spahis waren am 19. Juni 1940 durch die deutsche Wehrmacht in die Schweiz abgedrängt und dort bei Goumois interniert worden.

## Bevölkerung
| Bevölkerungsentwicklung | Bevölkerungsentwicklung | Bevölkerungsentwicklung | Bevölkerungsentwicklung | Bevölkerungsentwicklung | Bevölkerungsentwicklung | Bevölkerungsentwicklung | Bevölkerungsentwicklung | Bevölkerungsentwicklung | Bevölkerungsentwicklung | Bevölkerungsentwicklung | Bevölkerungsentwicklung |
| ----------------------- | ----------------------- | ----------------------- | ----------------------- | ----------------------- | ----------------------- | ----------------------- | ----------------------- | ----------------------- | ----------------------- | ----------------------- | ----------------------- |
| Jahr                    | 1412                    | 1792                    | 1834                    | 1850                    | 1900                    | 1950                    | 2000                    | 2010                    | 2012                    | 2014                    | 2017                    |
| Einwohner               | 30 Feuerstätten         | 300 ca.                 | 500                     | 567                     | 780                     | 1813                    | 8892                    | 10'003                  | 10'215                  | 10'999                  | 11'578                  |

## Politik

### Legislative – Gemeinderat
| Sitzverteilung 2025Insgesamt 27 Sitze - SP-GPS: 4 - GLP-LJS: 4 - Mitte: 4 - Ensemble: 7 - FDP: 8 |  |  | Die gesetzgeberische Gewalt wird durch den Munizipalrat (Conseil municipal) wahrgenommen. Er zählt 27 Sitze und wird alle fünf Jahre direkt vom Volk im Proporzwahlverfahren mit einer 7-Prozent-Hürde gewählt. Der Munizipalrat bestimmt das Stadtbudget und stimmt über Vorlagen der Stadtregierung (Conseil administratif) ab. Ausserdem kann er selber Vorstösse lancieren. Die oben stehende Grafik zeigt die Sitzverteilung nach den letzten Gemeindewahlen vom März 2025. |

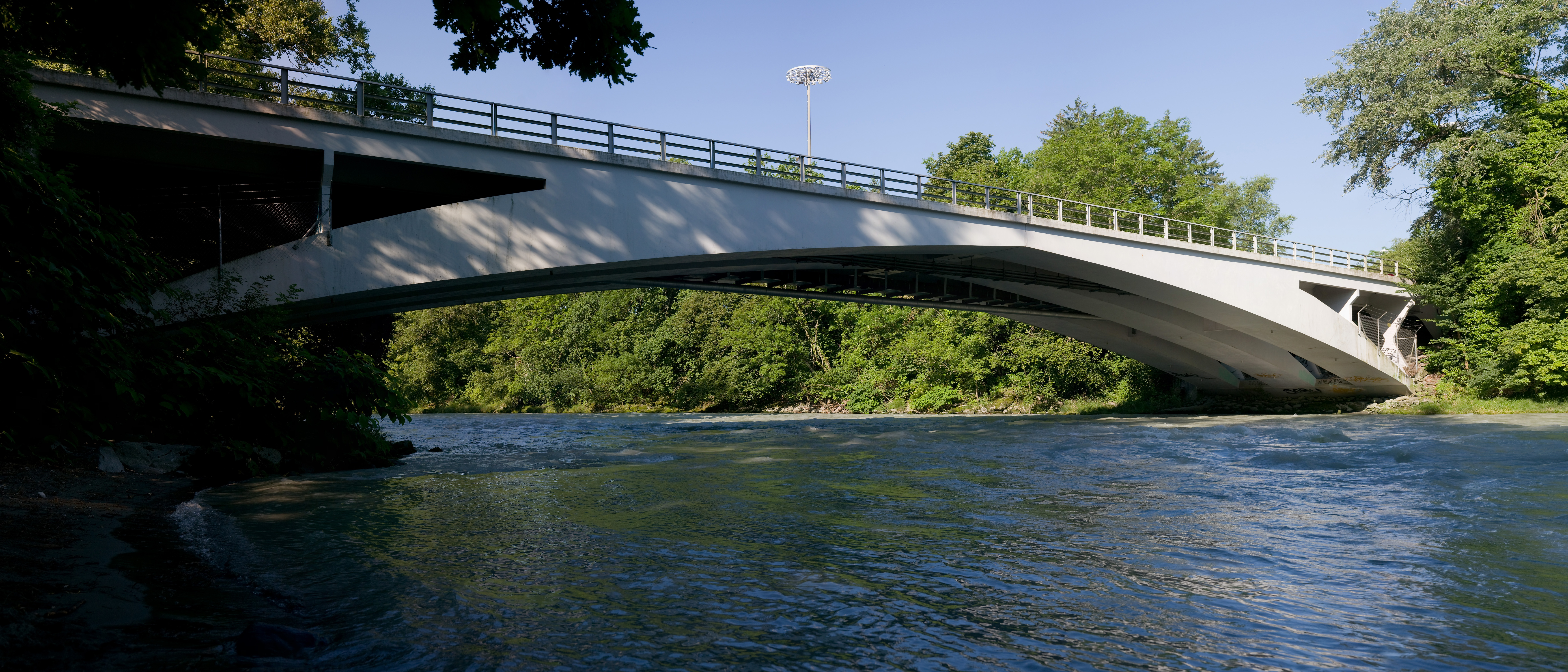
Pont de Vessy, eine technisch interessante Brücke des Ingenieurs Robert Maillart über die Arve (Kulturgut)

## Persönlichkeiten
- Loïc Perizzolo (* 1988), Bahnradsportler
- Louis-François Babel (1826–1912), Priester und Missionar
- Olivier Long, (1915–2003), Generaldirektor des GATT